# Tony Soprano
Anthony John Soprano (født 1959) er en fiktiv person og protagonist i HBOs dramaserie The  Sopranos (1999–2007), der blev spillet af James Gandolfini. Han bliver normalt omtalt som Tony, og han er en italiensk-amerikansk karakter, som blev opfundet af The Sopranos skaber David Chase, der også i stor træk er ansvarlig for Tonys karakterby igennem seriens seks sæsoner. Karakteren er løst baseret på den virkelige New Jerseygangster Vincent "Vinny Ocean" Palermo, en tidligere caporegime (capo) og "de facto" overhovede i DeCavalcante gangsterfamilie. Bobby Boriello og Mark Damiano II spillede Soprano som barn i én episode hver; Danny Petrillo spillede karakteren som teenager i tre episoder.